# Endicott Peabody (underviser)
Præsten Endicott Peabody (30. maj 1857 – 17. november 1944) var en episkopalisk amerikansk præst som grundlagde Groton School for Boys (kendt i dag som Groton School), (i Groton, Massachusetts), i 1884. Peabody fungerede som rektor på Groton School fra 1884 til 1940 og fungerede også som bestyrelsesmedlem i Lawrence Academy at Groton. I 1926 grundlagde Peabody også Brooks School, som blev opkaldt efter kirkemanden fra det 19. århundrede Phillips Brooks, en velkendt prædikant og indbygger i North Andover. Peabody var Franklin Delano Roosevelts rektor på Groton, og han viede Franklin og Eleanor Roosevelt.

## Levned
Endicott Peabody var søn af Samuel Endicott og Marianne C. (Lee) Peabody og blev født i Salem, Massachusetts. Hans oldefar var den ansete skibsreder Joseph Peabody, som tjente en formue på at importere peber fra Sumatra og opium fra Østasien, og var en af de mest velhavende mænd i USA da han døde i 1844. Hans far, Samuel Endicott Peabody, var købmand i Boston og partner i London bankier firmaet J. S. Morgan and Company (senere kendt som J.P. Morgan & Company). Da Endicott Peabody var 13 flyttede familien til England. Han forberedte sig til universitetet på Cheltenham College en gymnasieskole i Cheltenham, Gloucestershire, og afsluttede den i 1876 som 19-årig. Han tog eksamen fra Trinity College, Cambridge, i 1880 med en LL.B. grad. Han giftede sig med sin kusine Fannie Peabody, datter af Francis og Helen (Bloodgood) Peabody fra Salem, Massachusetts den 18. juni 1885 i Salem (deres fædre var brødre). De fik seks børn. 
I 1882 i hans første år på Episcopal Theological School i Cambridge, Massachusetts blev Peabody, som endnu ikke var præst, bedt om lede en lille Episkopalsk menighed i Tombstone, Arizona (nu St. Paul's Episcopal Church, Tombstone). Efter en lang og besværlig rejse ankom Peabody til Tombstone to måneder efter "Skudduellen ved O.K. Corral". Han havde rosende ord til overs for Wyatt Earp. Selv om han kun tilbragte seks måneder i Tombstone lykkedes det ham at få bygget kirken St. Paul's Episcopal Church. Denne kirkebygning er i dag den ældste ikke katolske i staten. Han havde en imponerende fysik og tabte aldrig en boksekamp. Han startede et baseball hold i Tombstone.  Han indsamlede penge ved at gå ind i saloonerne og holde sin hat frem ved spillebordene. Han har været på tale som skytspatron for den episkopale kirke i Arizona. Betydningen af denne korte episode i hans liv, som er beskrevet i hans dagbøger og breve er, at den hjælper til at beskrive den ånd og det nærvær som udgik fra en mand som var den store rektor på Groton.

## Eftermæle
Franklin Delano Roosevelt sagde om Peabody, "Så længe jeg lever vil hans indflydelse betyde mere for mig end nogen anden udover mine forældre."  Hans familie er blevet kaldt Boston Brahminer. Guvernør Endicott Peabody var et barnebarn og hans oldebørn omfatter forfatteren Frances FitzGerald, modellen Penelope Tree og skuespillerinden Kyra Sedgwick, gift med Kevin Bacon.

## Eksterne kilder
- Groton School Arkiveret 6. december 2020 hos  Wayback Machine
- Brooks School Arkiveret 21. juni 2000 hos  Wayback Machine

## Andre kilder
A Church for Helldorado: the 1882 Tombstone Diary of Endicott Peabody by SJ Reidhead